# Уотермелон Слим
Уотермелон Слим (англ. Watermelon Slim, настоящее имя Уильям Перкинс Хоумэнс III англ. William Perkins Homans III); род. 26 апреля 1949, Бостон, Массачусетс, США — американский блюзовый гитарист, харпер, певец и автор песен. Сам и со своей группой Watermelon Slim & the Workers лауреат Blues Music Awards в номинациях «Альбом года» (2008), «Группа года» (2008); номинант Blues Music Awards в номинациях «Лучший дебют» (2005), «Альбом года» (2007, 2020), «Песня года» (2007, 2008), «Артист года — Премия Би Би Кинга» (2007—2009), «Группа года» (2007, 2009), «Альбом современного блюза» (2008, 2009), «Исполнитель современного блюза» (2008, 2009), «Альбом традиционного блюза» (2007, 2020), «Исполнитель традиционного блюза» (2007), «DVD» (2011), «Альбом акустического блюза» (2021), . Брат известного классического композитора Питера Хоумэнса.

## Биография
Уильям Пи Хоумэнс родился в 1949 году в Бостоне, но рос в Эшвилле, Северная Каролина, где впервые познакомился с пидмонт-блюзом примерно в пять лет. Сын влиятельного адвоката и учёного, родители развелись когда ребёнку было три года, и он остался с матерью . В детстве он пел в хоре и хоровых кружках, первым выступлением стало исполнение партии сопрано в 9 лет в вариации Баха-Гуно на тему «Аве Мария» . В 1958 году стал играть на бонгах (в своей карьере музыкант нередко записывал перкуссию на своих альбома, играет профессионально на конге и тамбурине ). В 1960 году купил губную гармонику в Клируотере, Флорида, и начал учиться на ней играть, особенно после того, как в 1963 году услышал по радио песню «Fingertips» Стиви Уандера. Вскоре он вернулся в Массачусетс, где окончил школу-интернат Lenox School for Boys в городе Ленокс, и поступил за счёт стипендии как спортсмен-фехтовальщик (был серебряным призёром чемпионата штата) в колледж Лиги плюща Миддлбери в Вермонте, где впервые выступил на публике в 1968 году. В том же году был отчислен из колледжа, записался в армию и был отправлен во Вьетнам, попав в 1-ю бригаду связи. Во Вьетнаме он заболел и попал в военный госпиталь близ залива Камрань. Там он купил у местного жителя гитару: «Она была сделана из чего-то чуть прочнее бальсы — самая отвратительная вещь, которую вы когда-либо видели, но на ней были шесть ржавых струн» . Слим стал учиться играть на гитаре, положив её на колени и используя в качестве слайдера зажигалку Zippo, и с тех пор этот способ стал единственным, который музыкант использует: «Это единственный способ, которым я умею играть. Я не умею брать аккорды пальцами — только открытая настройка» . Будучи левшой, он играет левой рукой, перевернув гитару грифом вправо .
По возвращении в США в 1970 он купил себе обычную гитару, и в том же году сыграл на сцене с Джоном Ли Хукером, который по словам музыканта, был его главным инфлюэнсером. . В Бостоне он стал одним из основателей Бостонского блюзового общества и вступил в организацию «Ветераны Вьетнама против войны». В июне 1972 года познакомился с Бонни Рэйтт, с которой дружил и сотрудничал всю свою карьеру.  
Первой записью музыканта стал альбом Merry Airbrakes, записанный и выпущенный под именем Уилл Хоумэнс на небольшом лейбле в 1973 году. Альбом, выпущенный в количестве 100 экземпляров, является сейчас коллекционной редкостью. 
В 1970-е Хоумэнс, будучи убежденным защитником окружающей среды и антивоенным активистом, был погружён в социальную активность. Тогда же он завязал как личные, так и профессиональные отношения с Ричардом Хейесом Филлипсом, высококвалифицированным исследователем, чья работа способствовала принятию ряда правительственных мер по защите земель от загрязняющих веществ во многих формах. Они оставались партнёрами до 1998 года, за это время добились федерального запрета на применение 2,4,5-трихлорфоксиуксусной кислоты, гербицида, основного компонента канцерогенного дефолианта «Агент Оранж», проведения очистных работ на свалках ядерных отходов в штате Нью-Йорк и других мероприятий в области защиты окружающей среды. Уотермелон Слим остаётся социальным активистом: многие его песни посвящены социальным проблемам: максимизации прибыли за счёт природных ресурсов, ветеранам Вьетнама, неравенству, расизму, бедности и т.п. ; также он продолжает участвовать в акциях по защите окружающей среды . 
В 1980 году он вместе с Филлипсом переехали в округ Пушматаха на юго-востоке Оклахомы, где занялись фермерством, организовав небольшой бизнес по выращиванию дынь, артишоков и арбузов. Большого успеха фермерство не принесло. Позже Хоумэнс сказал, что арбузы были единственной культурой, которая никогда не приносила убытков. Там же он себе придумал своё прозвище Уотермелон Слим (Watermelon в переводе с английского — арбуз). В 1980-е он также работал водителем грузовика, работал на лесопилке, поступил сначала в Орегонский университет (где познакомился с профессиональными музыкантами, что улучшило его навыки и придало ему уверенности), затем в 1990-е окончил Оклахомский университет. В тот же период времени он женился, в семье родилась дочь (в 2019 году музыкант совершил каминг-аут, сообщив что всю свою жизнь оставался гомосексуальным). В 1987 году отправился в Европу, намереваясь стать сольным исполнителем, но попытка оказалось неудачной. После этого он вернулся в Бостон и стал водителем грузовика. В 1993 году вернулся в свою «грузовую мастерскую» в Оклахоме.
В 1998 году Уотемелон Слим познакомился с двумя профессорами философии из Университета штата Оклахома, Дорен Рекер и Майком Роудсом, с которыми он основал группу под названием «Fried Okra Jones» и в составе этой группы в 1999 году Хоманс записал свой первый с 1973 года мини-альбом Fried Okra Jones. Затем Слим также играл в Another Roadside Attraction, рок-ансамбле из восьми человек. В 2002 году Хоманс выпустил свой первый сольный альбом Big Shoes to Fill на лейбле Southern Records. Несколько месяцев спустя у музыканта случился серьёзный сердечный приступ, но он быстро оправился и продолжил работать водителем грузовика, перевозя промышленные отходы. В 2003 году использовал свой отпуск, чтобы отправиться в свой первый международный тур по югу Англии. В 2004 году он выпустил акустический альбом Up Close & Personal и в этом же году Слим оставил работу водителя и отправился в турне со своей созданной группой The Workers. С альбомом Уотелмелон Слим в 2005 году был впервые номинирован на Blues Music Awards как лучший дебютант. В 2006 году вышел альбом Watermelon Slim & the Workers, с которым Уотермелон Слим получил шесть номинаций Blues Music Awards, но настоящим триумфом стал следующий альбом 2007 года The Wheel Man, признанный лучшим альбомом года, группа The Workers была признана лучшей группой года и с которым музыкант получил ещё четыре различные номинации Blues Music Awards и несколько наград иных организаций. Только Би Би Кинг, Бадди Гай и Роберт Крей за всю историю премии получали шесть номинаций за год, и лишь Уотермелон Слим — единственный блюзовый исполнитель в истории, получивший двенадцать номинаций за два года подряд . 
В 2010 году распустил группу, предпочитая выступать сольно . Стабильно записывается и выступает по сегодняшний день. В номинированном в двух номинациях альбоме 2019 года Church Of The Blues гостями выступили такие музыканты, как например  Джо Луис Уокер, Боб Марголин, Альберт Кастилья, Джон Немет и Шерман Холмс. Уотермелон Слим записывался сайдменом у таких музыкантов как Джо Луис Уокер, Фиона Бойс, Джон Праймер.
Двукратный лауреат MOJO Magazine's в номинации «Блюзовый альбом года» (2006, 2007), лауреат Independent Music Awards в той же номинации (2007), лауреат премии Blues Critic Award, лауреат Maple Blues Awards в номинации «Лучший иностранный артист» (2007). Член Зала славы блюза Оклахомы (2008)
Окончил Орегонский университет, получив степень бакалавра журналистики и истории и Оклахомский университет, получив степень магистра истории. Член общества Mensa . Живёт в Кларксдейле, Миссисипи.
Многие годы живёт без зубов: «У меня пластины и штифты торчат по обеим сторонам челюсти, потому что меня бросили умирать после ограбления. У меня есть основание импланта сбоку, а также отверстие, ведущее к мозгу с другой стороны нёба. У меня огромная потеря костной ткани. Нет никаких шансов, что у меня когда-нибудь появятся зубы». Отсутствие зубов послужило одним из основанием для его увольнения из школы, когда он пытался в 1990-е начать карьеру учителя .    
HARP Magazine: «От шипящей слайд-гитары… до скрупулёзной игры на гармонике… до хриплого, резонирующего гнусавого тона Оклахомы, Слим исполняет пронзительно личный рабочий блюз, держа обе руки на руле жизни, с бутылкой самогона в кармане и Библией на пассажирском сиденье» .

## Дискография
- Bill Homans, Merry Airbrakes (1973, St. George International)
- Fried Okra Jones (EP, 2000, Independent Records Inc)
- Big Shoes to Fill (2003, Southern Records Group & Management)
- Up Close & Personal (2004, Southern Records Group & Management)
- Watermelon Slim & the Workers (2006, Northernblues Music)
- The Wheel Man (2007, Northernblues Music)
- No Paid Holidays (2008, Northernblues Music)
- Escape From the Chicken Coop (2009, Northernblues Music)
- Ringers (2010, Northernblues Music)
- Watermelon Slim & Super Chikan Okiesippi Blues (2011, Northernblues Music)
- Watermelon Slim (2011, APO Records)
- Bull Goose Rooster (2013, Northernblues Music)
- Golden Boy (2017, DixieFrog Records)
- Church Of The Blues (2019, Northernblues Music)
- Traveling Man  (2020, Northernblues Music)
- Winners of Us All (2024, Northernblues Music)